# MASSIVE
Massive は、映画やテレビでの群集シーンをCGIとして生成する3次元コンピュータグラフィックスと人工知能のソフトウェアパッケージである。Multiple Agent Simulation System in Virtual Environment の略。

## 概要
Stephen Regelous がVFX業界のために開発した。数千から数万の個別に動くエージェントを容易かつ迅速に生成できる。ファジィ論理を使って、各エージェントが周囲の状況にそれぞれ独立した反応を見せるようにできる。どう反応するかは外部からも制御でき、モーションキャプチャで動きを入力することもでき、それによってよりリアルな動きを作り出せる。
人工知能的機能だけでなく、布地のシミュレーション、剛体の力学、GPUによるレンダリングといった各種機能を持つ。また、事前定義されたエージェントも含まれており、スタジアムの群集のエージェント、暴徒エージェント、互いに会話も行う通行人エージェントなどがある。
MayaやViconモーションキャプチャーとのデータ互換性は高く、RenderMan、mental ray 経由でのレンダリングが可能。 
スケルトン構造に一切の拘束条件は無く、物理シミュレーション機能も兼ね備え、ブレンドによる顔の表情変化や音声同期、クロスシミュレーションを合わせることもできる。
現状のサポート環境は、
Supported Operating Systems (32-bit):
- Windows XP
- Windows 7
- Fedora Core 4
- Fedora 8
- Red Hat Enterprise 4

Supported Operating Systems (64-bit):
- Windows XP
- Windows 7
- Fedora Core 4
- Fedora 8
- Fedora 14
- Red Hat Enterprise 4
- Red Hat Enterprise 5

## 歴史
当初、ニュージーランドのウェリントンで開発された。ピーター・ジャクソンは数百/数千の兵士が戦うシーンをソフトウェアで生成したいと考えていたが、それまでそのようなシステムが映画に使われたことはなかった。これに対して Stephen Regelous が Massive を開発し、それを使ってWETAデジタルは様々な革新的視覚効果を生み出した。特に『ロード・オブ・ザ・リング』三部作での戦闘シーンが有名である。
その後製品化され、多くのVFX企業にライセンスされている。

## 作品
Massive は様々な作品に使われてきた。主な例を以下に挙げる。
- 『ロード・オブ・ザ・リング』三部作
- 『ナルニア国物語/第1章:ライオンと魔女』
- 『キング・コング』（2005年版）
- 『父親たちの星条旗』（戦闘シーンだけでなく、洋上の軍艦も Massive で生成している）
- 『アイ,ロボット』
- 『俺たちフィギュアスケーター』
- 『エラゴン』
- 『ハッピー フィート』
- 『300 〈スリーハンドレッド〉』